# 알나즈마 SC (바레인)
알나즈마 SC(아랍어: نادي النجمة)은 마나마를 연고로 하는 바레인의 축구단이다. 현재 바레인 프리미어리그에 참가하고 있다.

## 축구

### 현재 스쿼드
에 대한 분대
감독:알리 사예드 알-팔라히
골키퍼
- 16플래기콘하마드 샴란
- 21모하메드 압둘후사인
- 23알리 안와르 모하메드(핸드볼 선수)알리 안와르 모하메드

왼쪽 윙어
```
아델 아프루즈
```

- 89마흐디 사드

오른쪽 윙어
- 27빌랄 바샴 빌랄 바샴 아스카니
- 33알리 알리 푸아드(핸드볼 선수)알리 알리 푸아드

라인 플레이어
- 3알리 압둘라 이드
- 10코마일 푸아드(핸드볼 선수)코마일 푸아드
- 19모하메드 메르자
- 29사예드 알리 샤바르(핸드볼 선수)사예드 알리 슈바르

왼쪽 등
- 13칼레드 모하메드(핸드볼 선수)칼레드 모하메드
- 52후사인 알바부르
- 66코마일 마후드

센터 백
- 18후사인 아프루즈(핸드볼 선수)후사인 아프루즈
- 95모하메드 모하메드(핸드볼 선수)모하메드 모하메드
- 99플래기콘후사인 알-사야드([[캡틴(스포츠)|)

오른쪽 등
- 14 아브둘라 아브둘라 카림(핸드볼 선수)
- 28사우드 알 주나이드(핸드볼 선수)사우드 알 주나이드
- 77알리 메르자
- 88하산 미르자

## 우승
- 바레인 프리미어리그 (1): 1974/1975
- 바레인 킹스컵 (7): 1969, 1988, 1992, 1994, 2006, 2007, 2018.
- 바레인 슈퍼컵 (2): 2007, 2008